# Acantholycosa azyuzini
Acantholycosa azyuzini är en spindelart som beskrevs av Marusik, Hippa och Koponen 1996. Acantholycosa azyuzini ingår i släktet Acantholycosa och familjen vargspindlar. Inga underarter finns listade i Catalogue of Life.